# Anoplischius conicus
Anoplischius conicus – gatunek chrząszcza z rodziny sprężykowatych.
Długość chrząszcza wynosi 10,5-12 mm.
Jest on ubarwiony jasno, ciemnobrązowo (głowa) i żółto (przedtułów, odnóża, przednia połowa skrzydeł). Owłosienie jest długie, żółte, umiarkowanie gęste.
Czułki, u samca bardzo długie, składają się z 11 segmentów. Niezależnie od płci wykazują ząbkowanie. 2. segment ma kształt okrągły, a 3. zaś trójkątny, dorównuje on długością czwartemu. Ostatni segment wykazuje zwężenie na swym końcu. Górna warga ma kształt zbliżony do okrągłego. Wytwarza długie sety. Żuwaczki są wąskie. Występuje penicillius. Tworzą go krótkie sety. Ta pośrodkowa okolica dobrze się u tego gatunku rozwinęła.
Przedplecze o szerokości przewyższającej długość zwęża się zarówno w swej przedniej części, jak u podstawy tylnych kątów. Grzbiet pokrywają wypukłe pokrywy.
Występuje długa ostroga i tarczka kształtu pięciokątnego o zaokrąglonym tylnym brzegu.
Owad pochodzi z Boliwii.